# Gesalech
Gesalech (* vor 502; † 511 an der Durance) war König der Westgoten von 507 bis 511.

## Leben und Wirken

### Herkunft
Gesalech war ein unehelich geborener Sohn von Alarich II. Er konnte sich als Nachfolger seines Vaters durchsetzen, weil sein jüngerer Halbbruder Amalarich (502–531), der einzige Sohn Alarichs II. aus dessen Ehe mit einer Tochter Theoderichs des Großen, des Königs der Ostgoten, noch minderjährig war.

### Beginn der Herrschaft
Gesalech trat die Herrschaft an, nachdem sein Vater 507 in der verlorenen Schlacht von Vouillé gegen die Franken gefallen war. Er erlangte zwar die Herrschaft als Erbe seines Vaters, doch scheint bei seiner Erhebung auch ein Wahlakt stattgefunden zu haben, der mehr als nur formelle Bedeutung hatte. Dies ist als Wiederaufleben des westgotischen Wahlrechts zu deuten; bei der Erhebung von Gesalechs Vater Alarich im Jahre 484 hatte es keine echte Königswahl, sondern nur eine „Bestätigung“ der Erbfolge durch die Wahlberechtigten gegeben.
Gesalech war ein schwacher König. Nach der vernichtenden Niederlage seines Vaters floh er nach Barcelona in den hispanischen Teil seines Reichs, der nicht von den Franken bedroht war. Er konnte die siegreichen Franken nicht daran hindern, das gallische Herrschaftsgebiet der Westgoten größtenteils zu erobern. Damit war der Zusammenbruch des nach der Hauptstadt Tolosa (Toulouse) benannten Tolosanischen Reichs der Westgoten besiegelt.

### Verhältnis zu Theoderich dem Großen
Theoderich der Große erkannte Gesalech anfänglich als rechtmäßigen Westgotenkönig an. Ein ostgotisches Heer besetzte Septimanien, einen Küstenstreifen nordöstlich der Pyrenäen, der dadurch als einziger Rest des früheren westgotischen Herrschaftsbereichs in Gallien dem Westgotenreich erhalten blieb. Dann drangen die Ostgoten bis nach Barcelona vor, wo sich bei den Westgoten bereits Opposition gegen Gesalech regte. Gesalech wurde von den Ostgoten gestürzt und vertrieben; er floh nach Nordafrika ins Reich Thrasamunds, des Königs der Vandalen. Theoderich der Große übernahm die Herrschaft im Westgotenreich auf der Iberischen Halbinsel und in Septimanien; er regierte dort als König in eigenem Namen, nicht als Vormund von Alarichs unmündigem Sohn Amalarich. Die Verwaltung des Westgotenreichs führten Beauftragte Theoderichs.

### Aufenthalt in Nordafrika und Tod
Thrasamund war ein Gegner Theoderichs; daher gewährte er Gesalech nicht nur Asyl, sondern stattete ihn mit Geld aus und ermöglichte ihm so den Versuch, die verlorene Herrschaft wiederzuerlangen. Gesalech begab sich nach Südgallien, wo er Anhänger sammelte und dann einen Angriff auf die Ostgoten in Hispanien wagte. Das Unternehmen schlug fehl; Gesalechs Truppen wurden vor Barcelona von Theoderichs Feldherrn Ibba besiegt, worauf er nach Gallien floh. Er wollte ins Reich der Burgunden gelangen, um dort Asyl zu finden, doch wurde er auf der Flucht an der Durance getötet.